# Khê Khẩu

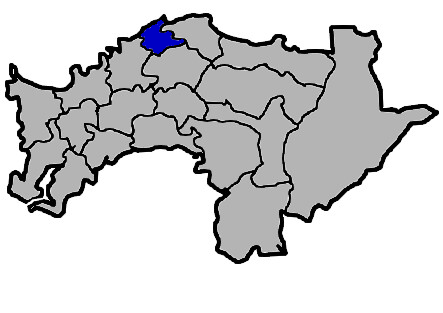
Vị trí tại huyện Gia Nghĩa

Khê Khẩu (tiếng Trung: 溪口鄉; bính âm: Xīkǒu Xiāng) là một hương (xã) của huyện Gia Nghĩa, tỉnh Đài Loan, Trung Hoa Dân Quốc (Đài Loan). Hương có địa hình bằng phẳng và nền kinh tế dựa vào nông nghiệ. Tổng diện tích của Khê Khẩu là 33,0463 km², dân số vào tháng 8 năm 2011 là 16.087 người thuộc 5.393 hộ gia đình, mật độ cư trú đạt 486,8 người/km².